# فيل براون (متزحلق جبال الألب)
فيل براون هو متزحلق جبال الألب كندي، ولد في 9 نوفمبر 1991 في تورونتو في كندا.

## وصلات خارجية
- فيل براون على موقع الاتحاد الدولي للتزلج (التزلج على المنحدرات الثلجية) (الإنجليزية)
- فيل براون على موقع اللجنة الأولمبية الدولية (الإنجليزية)
- فيل براون على موقع أوليمبيديا (الإنجليزية)
- فيل براون على موقع اللجنة الأولمبية الكندية (الإنجليزية)